# Issak Tesfom Okubamariam
Issak Tesfom Okubamariam (* 28. Februar 1991) ist ein ehemaliger eritreischer Radrennfahrer.

## Sportliche Laufbahn
2012 gewann Issak Tesfom Okubamariam bei der Algerien-Rundfahrt eine Etappe sowie die Bergwertung. Bei den Straßenradsport-Weltmeisterschaften 2013 in Florenz belegte er den 75. Platz im Rennen der Klasse U23. Zwei Monate später, im Dezember 2013, wurde er im ägyptischen Scharm asch-Schaich Afrikameister im Straßenrennen. Diesen Erfolg konnte er 2016 wiederholen und holte zudem mit der eritreischen Nationalmannschaft (Elyas Afewerki, Amanuel Gebreigzabhier und Mekseb Debesay) Titel im Mannschaftszeitfahren.
2017 war Okubamariam bester Afrikaner bei der Tropicale Amissa Bongo, und im Jahr darauf gewann er die Bergwertung dieser Rundfahrt.

## Erfolge
2011
- eine Etappe Giro d’Eritrea

2012
- eine Etappe Tour d’Algérie
- eine Etappe Giro d’Eritrea
- Eritreischer Meister – Straßenrennen (U23)

2013
- Afrikameister – Straßenrennen (Elite und U23)

2016
- Sprintwertung und Bester Afrikaner La Tropicale Amissa Bongo
- Afrikameister – Straßenrennen, Mannschaftszeitfahren (mit Elias Afewerki, Amanuel Gebreigzabhier und Mekseb Debesay)
- Massawa Circuit
- Bergwertung Sharjah International Cycling Tour
- eine Etappe Tour of Rwanda
- Einzelwertung UCI Africa Tour

2017
- Bester Afrikaner La Tropicale Amissa Bongo

2018
- Bergwertung La Tropicale Amissa Bongo

## Teams
- 2016 Sharjah Team (ab 1. April)
- 2017 Interpro Cycling Academy
- 2018 Interpro Stradalli Cycling